# Fritz Brill
Fritz Brill (* 1. Juli 1904 in Hannover; † 13. September 1997 in Hofgeismar) war ein deutscher Fotograf.

## Leben und Werk
Brill lernte erst Kaufmann, besuchte danach die Kunstgewerbeschule sowie die Ittenschule in Berlin. Seit Anfang der 1930er Jahre lebte er in Berlin vom Fotografieren, das er sich selbst beigebracht hatte.
Nach Ende des Zweiten Weltkriegs lebte er in Hofgeismar. Dort entstanden von 1945 bis 1949 Serien von Kunstfotografien, in denen er Naturformen und künstliche Objekte miteinander kontrastierte. Die Bilder wurden bereits 1949 vom späteren Documenta-Gründer Arnold Bode im Hessischen Landesmuseum Kassel gezeigt.
Etwa 1950 Jahre gründete Brill das „Institut für Photoanalyse“, mit dem er für Werbe- und Industriekunden arbeitete. Schnell wurde er Experte dafür, „Unsichtbares ohne Zuhilfenahme von Trickzeichnungen real zu fotografieren“. Dabei inszenierte er – wie schon vorher bei seinen Kunstfotografien – „synthetische Bilder“, die Einblicke in bislang schwer darstellbare Details und Abläufe lieferten. „Anders als bei der klassischen Photomontage, in der heterogene Bildelemente unterschiedlicher Herkunft fusioniert werden, entstanden Brills Montagen bei der photographischen Aufnahme, in der er Objekte auf mehreren, jeweils gesondert be- und hinterleuchteten Bildebenen platzierte und mit Rückprojektionen verschmolz – fast eine Vorwegnahme der heutigen Photoshop-Montagen.“
Diese Fähigkeit setzte Brill ab 1951 auch im Film ein und erweiterte sein Institut zu einem der führenden Studios und Labore für Hochgeschwindigkeits- und Zeitlupenaufnahmen. Er hatte erkannt, „dass die Photoanalyse erst zur solchen wird, wenn ich die Technik des Bewegtbildes, die Kinematographie, mit einplane. Es ist nicht damit getan, vollendete Tatsachen sichtbar zu machen, es müssen die Vorgänge selbst, etwa die Entstehung eines Störfaktors innerhalb einer verfahrenstechnischen Abwicklung, sichtbar gemacht werden können.“ Bis Anfang der 1960er Jahre war Brill – überwiegend als Trickkameramann – an einigen Dokumentar- und Industriefilmen beteiligt, die zum Teil Spielfilmlänge hatten. 1957 erhielt er für die Beste Farbfilmkameraführung bei dem Film Schöpfung ohne Ende den Deutschen Filmpreis.
1980 meldete das „Institut für Photoanalyse“, damals schon unter der Führung seines Sohnes, Konkurs an.
Das fotografische Lebenswerk Brills ist heute allgemein anerkannt. Floris M. Neusüss, Professor für experimentelle Fotografie, wies zu Brills 100. Geburtstag darauf hin, dass auch bei den Werbe- und Industrieaufnahmen immer der Künstler Brill sichtbar war: „Jedenfalls schuf Fritz Brill in all seinen Arbeitsphasen mit der Photographie ‚Neues ohne Vorbilder’, indem er das Medium nicht zur Wiedergabe von Gesehenem nutzte, sondern als drittes Auge, das keine unvollkommene Ergänzung des menschlichen Auges bleibt, vielmehr über dessen Blick hinaussieht. Und was es dort sieht, diente Brill als Material für die schöpferische Gestaltung.“ Zahlreiche Fotos von ihm sind in öffentlichen Sammlungen zu finden, Einzelabzüge werden auf dem Kunstmarkt gehandelt und sind Teil einer Wanderausstellung zur Kunstfotografie des 20. Jahrhunderts.

## Filme
- Seidenraupen (Dokumentarfilm 1951)
- Aus eigener Kraft (Dokumentarfilm 1953; Regie: Franz Schroedter): Kamera (mit anderen)
- Steckenpferd der Hausfrau (Dokumentarfilm 1954)
- Schöpfung ohne Ende/Forschung und Leben (Dokumentarfilm 1956; Regie: Karl G’schrey): Special-effects-Kamera
- Impuls unserer Zeit (Dokumentarfilm 1959, Regie: Otto Martini): Optische Effekte
- Schach den Motten/Wollschädlinge (Kurzfilm 1960/1961): Regie, Kamera

## Ausstellungen und Ausstellungsbeteiligungen
- Hessischen Sezession. Kasseler Landesmuseum 1949.
- Das deutsche Lichtbild. Jahresschau 1958. Stuttgart 1957.
- Deutsche Fotografie nach 1945. Kasseler Kunstverein, Fotoforum Kassel 1979.
- Aus der Ittenschule Berlin 1926–1934. Galerie im Trudelhaus Baden 1984.
- Herbstausstellung der Griffelkunst-Vereinigung. Universitätsbibliothek Erfurt 2004.
- Made in Berlin. Fritz Brill, Ewald Hoinkis. Galerie Kicken Berlin 2005.
- Man Ray bis Sigmar Polke. Eine besondere Fotografiegeschichte. Städtische Galerie Delmenhorst 2006 / Städtische Galerie Bietigheim-Bissingen 2007/08

## Werke in öffentlichen Sammlungen
- Berlinische Galerie, Berlin (Werkkomplex)
- Museum Folkwang, Essen (Fotografische Sammlung)

## Preise
- 1957: Deutscher Filmpreis (Filmband in Silber)
- 1960: Kulturpreis der Deutschen Gesellschaft für Photographie für sein vielfältiges fotografisches Werk.
- 1979: David-Octavius-Hill-Medaille

## Veröffentlichungen
- Leica Photography in Advertising and Commerce. In: Heinrich Stockler (Hrsg.): The Leica in Professional Practice. Fountain Press, New York 1954, S. 57–66.
- Photoanalyse. In: VDI-Berichte. 41–47, 1959, S. 47.
- Grafik, Fotografie, Analyse. Berlinische Galerie, Berlin 1982. (Ausstellungskatalog)

## Veröffentlichungsbeteiligungen (Illustrator)
- Janos Frecot (Hrsg.): Lichtseiten – Die schönsten Bilder aus der Photographischen Sammlung der Berlinischen Galerie. Nicolaische Verlagsbuchhandlung, Berlin 1998.
- Janos Frecot: Von Gärten und Häusern, Bildern und Büchern. Texte 1968–1996. Berlinische Galerie, Berlin 2000, ISBN 3-927873-61-6. (Schriftenreihe Gegenwart Museum, Hrsg. Berlinische Galerie und Museumspädagogischer Dienst Berlin).
- Otto M. Lilien: Die Geschichte des industriellen Tiefdruckes von 1920–1970. Schmidt, Frankfurt am Main 1978.
- Otto Mattschoss, Walter Boje (Hrsg.): Revolution im Unsichtbaren. Bayer, Leverkusen und Econ Düsseldorf, Wien 1963.
- Otto Steinert (Hrsg.): Subjektive Fotografie. Band. 1. Brüder Auer, Bonn 1952.